# Dubenec (kraj środkowoczeski)
Dubenec – gmina w Czechach, w powiecie Przybram, w kraju środkowoczeskim. Według danych z dnia 1 stycznia 2013 liczyła 266 mieszkańców.